# Aleksandr Skvortsov (ijshockeyer)
Aleksandr Vikentjevitsj Skvortsov (Russisch: Александр Викентьевич Скворцов) (Nizjni Novgorod, 28 augustus 1954 - Moskou, 4 februari 2020) is een Sovjet-Russisch ijshockeyer.
Skvortsov won tijdens de Olympische Winterspelen 1984 de gouden medaille en in 1980 de zilveren medaille met de Sovjetploeg.
Skvortsov werd driemaal wereldkampioen.